# Поддубье (станция)
По́ддубье — железнодорожная станция на линии Неболчи — Окуловка, расположенная в городе Окуловка Новгородской области. Названа по населённому пункту Поддубье (ныне включён в состав города Окуловка)

## История
Ещё до Первой мировой войны была запроектирована линия Окуловка — село Белое (нынешний посёлок Любытино).
Станция открыта в 1912 году вместе с перегоном Окуловка — Поддубье. Станция Поддубье обеспечила связь с железной дорогой лесопилки, позднее ставшей целлюлозно-бумажным комбинатом посёлка Окуловка. Дальнейшему строительству помешала Первая мировая война.
После Первой мировой строительство было продолжено, и уже в 1924 году открылся участок до ст. Любытино (ныне Зарубинская). На станции стали производиться скрещения поездов. Тогда же появились первые пассажирские поезда.
Во время Второй мировой войны через станцию проходил большой поток грузов, следовавших в обход фронта и вдоль него — линия Неболчи — Окуловка была самой западной железной дорогой, не попавшей в оккупацию.

## Описание
На станции 5 путей, уложенных парком-рыбкой. От южной горловины станции отходит недействующий путь на Окуловскую целлюлозно-бумажную фабрику и бывшее тепловозное депо. С западной стороны расположен деревянный вокзал 1911 года постройки и платформа для пригородных поездов. Чуть южнее вокзала расположена грузовая платформа и ворота проверки габарита.

## Окрестности
Станция расположена в городе Окуловка и окружена малоэтажной жилой застройкой, в том числе, Западнее станции протекает река Перетна, южнее находится железный мост через безымянный приток Перетны. Юго-западнее расположена фабрика.